# Liste der denkmalgeschützten Objekte in Sankt Bartholomä (Steiermark)
Die Liste der denkmalgeschützten Objekte in Sankt Bartholomä enthält die denkmalgeschützten, unbeweglichen Objekte der Gemeinde Sankt Bartholomä im steirischen Bezirk Graz-Umgebung.

## Denkmäler
| Foto  |                 | Denkmal                                                              | Standort                                         | Beschreibung | Metadaten |
| ----- | --------------- | -------------------------------------------------------------------- | ------------------------------------------------ | --- | --- |
| ja BW | Datei hochladen | Pfarrhof HERIS-ID: 97054 Objekt-ID: 112756                           | St. Bartholomä 1 Standort KG: St. Bartholomä     | Der Pfarrhof wurde zwischen 1843 und 1844 als Ersatz für den alten, baufälligen Pfarrhof auf einer Anhöhe errichtet. | BDA-Hist.: Q37769406 Status: § 2a Stand der BDA-Liste: 2025-06-30 Name: Pfarrhof GstNr.: 30/1 Pfarrhof Sankt Bartholomä                                            |
| ja    | Datei hochladen | Kegelbahn HERIS-ID: 97063 Objekt-ID: 112765                          | bei St. Bartholomä 4 Standort KG: St. Bartholomä | Die Kegelstatt wurde 1894 in leichter Ständerbauweise errichtet. Das Dach besteht aus, in einem Fischgrätmuster angeordneten, Schindeln aus Fichtenholz. Die Kegelbahn besteht aus einem so genannten Kegelbaum der aus einem Eschenstamm gehauen wurde. 1975 wurde das Dach erneuert. Von 2007 bis 2008 wurde die gesamte Kegelstatt renoviert. Die Kegelstatt ist ein Steirisches Wahrzeichen.                | BDA-Hist.: Q809330 Status: § 2a Stand der BDA-Liste: 2025-06-30 Name: Kegelbahn GstNr.: .86 Bartholomäer Kegelstatt                                                |
| ja    | Datei hochladen | Aufbahrungshalle / Alte Pfarrkirche HERIS-ID: 51807 Objekt-ID: 57601 | Standort KG: St. Bartholomä                      | Die Alte Pfarrkirche wurde um 1200 erbaut und ist keine typische Wehrkirche. Sie diente bis 1867 als Pfarrkirche. Danach wurde sie Aufgrund von Vernachlässigung baufällig. Im Jahr 1975 wurde sie durch Hanns Koren renoviert und dient seither als Aufbahrungshalle sowie Kultur- und Museumsraum. Sie besteht aus dem eigentlichen Kirchenraum, einem Glockenturm, einem Presbyterium sowie einer Sakristei. | BDA-Hist.: Q435702 Status: § 2a Stand der BDA-Liste: 2025-06-30 Name: Aufbahrungshalle/ Alte Pfarrkirche GstNr.: .1 Alte Kirche (St. Bartholomä)                   |
| ja    | Datei hochladen | Kath. Pfarrkirche St. Bartholomä HERIS-ID: 51808 Objekt-ID: 57602    | Standort KG: St. Bartholomä                      | Die Pfarrkirche St. Bartholomäus wurde ab 1864 erbaut und im Jahr 1867 geweiht. Sie wurde im neugotischen Stil gewestet errichtet und besteht aus dem eigentlichen Kirchenschiff, einem Glockenturm mit fünf Stahlglocken, einem Presbyterium sowie zwei weiteren, niedrigen Räumen, von denen einer als Sakristei dient.                                                                                       | BDA-Hist.: Q2083003 Status: § 2a Stand der BDA-Liste: 2025-06-30 Name: Kath. Pfarrkirche St. Bartholomä GstNr.: .7/4 Pfarrkirche St. Bartholomäus (St. Bartholomä) |